# Świadkowie Jehowy na Arubie
Świadkowie Jehowy na Arubie – społeczność wyznaniowa na Arubie, należąca do ogólnoświatowej wspólnoty Świadków Jehowy, licząca w 2023 roku 1097 głosicieli, należących do 14 zborów. Na dorocznej uroczystości Wieczerzy Pańskiej w 2023 roku zgromadziło się 2725 osób. Sala Zgromadzeń znajduje się w Oranjestad. Działalność nadzoruje  Amerykańskie Biuro Oddziału w Wallkill w Stanach Zjednoczonych.

## Historia

### Początki
Na przełomie lat 20. i 30. XX wieku rozpoczęto działalność kaznodziejską na wyspie. W roku 1943 John Hypolite, były adwentysta, i Martin Naarendorp odwiedzili Arubę i poświęcili cały urlop na działalność kaznodziejską. Byli oni pierwszymi głosicielami na wyspie. W roku 1944 na Arubę przybyli Edmund Cummings z Grenady i Woodworth Mills z Trynidadu, którzy prowadzili działalność kaznodziejską głównie w San Nicolas. W kolejnym roku na święto Wieczerzy Pańskiej przybyło 10 osób.

### Rozwój działalności
8 marca 1946 roku zapoczątkowano działalność pierwszego 11-osobowego zboru anglojęzycznego w San Nicolas. 9 czerwca 1946 roku odbył się chrzest pierwszych czterech osób; w tym samym roku liczba głosicieli się podwoiła. Później do zboru dołączyli Świadkowie Jehowy będący imigrantami – między innymi rodziny Buitenmanów, De Freitase’ów, Campbellów, Scottów, Potterów, Myerów, Titresów, Faustinów.
W 1947 roku zanotowano liczbę 25 głosicieli. Bezustanny sprzeciw Kościoła katolickiego wobec Świadków Jehowy hamował wzrost. Niekiedy oblewano głosicieli wrzątkiem lub szczuto psami.
W lipcu 1949 roku na Arubę przybyli Kanadyjczycy Alice i Henry Tweedowie, misjonarze Szkoły Gilead i powstał drugi zbór.
W roku 1953 przenieśli się na Arubę kolejni misjonarze. W 1954 roku obchodzono uroczystość Wieczerzy Pańskiej (Pamiątki), na którą przybyło ponad 100 osób i od tej pory zebrania religijne odbywały się w języku papiamento. Gabriel Henriquez został pierwszym rdzennym mieszkańcem Aruby, który zgłosił się do chrztu.
W roku 1955 wyspę odwiedził Nathan H. Knorr i przemawiał w nieukończonej jeszcze Sali Królestwa w Oranjestad.
W 1956 roku założono pierwszy 16-osobowy zbór posługujący się językiem papiamento. W roku 1957 zanotowano liczbę 26 głosicieli, w roku 1960 przekroczono liczbę 100 głosicieli, a sześć lat później – 150.
W 1986 roku na wyspie działało 361 głosicieli, w 1993 roku – 491. Od połowy lat 90. XX wieku wielu z nich wyemigrowało (głównie do Holandii), mimo to w 2012 roku zanotowano na Arubie liczbę 899 głosicieli, w roku 2015 – 975, w roku 2016 – 1058, a w roku 2023 – 1097.
Kongresy odbywają się w języku angielskim, hiszpańskim i papiamento.